# Rosa 'Crocus Rose'
Rosa 'Crocus Rose' — сорт английских (англ. English Rose) роз.
Свое название сорт получил в честь фонда The Crocus Trust, который был создан для помощи страдающим от рака.

## Биологическое описание
Шраб (англ. Shrub), английская роза (англ. English Rose).
Высота растения до 120 см. Ширина до 90 см.
Листья полу глянцевые.
Персиково-абрикосовые бутоны, раскрываясь, теряют насыщенность окраски (внешние лепестки – белые, к центру цвет выражен сильнее), и вскоре цветок целиком становится белым. 
Цветки до 8 см в диаметре, сильно махровые, сливочно-белые с серединой палевого или абрикосового цвета. Имеют высокую устойчивость к дождю.
Аромат сильный, чайногибридных роз.
Цветение в кистях, повтор хорошо выражен.

## В культуре
Декоративное садовое растение.
USDA-зона: 6b (−17,8 °C… −20,6 °C).
Устойчивость к мучнистой росе средняя, к чёрной пятнистости высокая.